# 槳 (無支點)

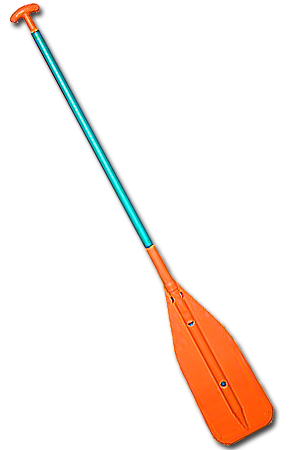
皮划艇使用的手桨

槳是船上使用的一種划水工具，通常是有宽扁末端（桨叶）的长杆，用来拨动水流来获得反作用力推动船体。本條目介紹的是在舟船上無支點，整支用手持的槳。

## 簡介

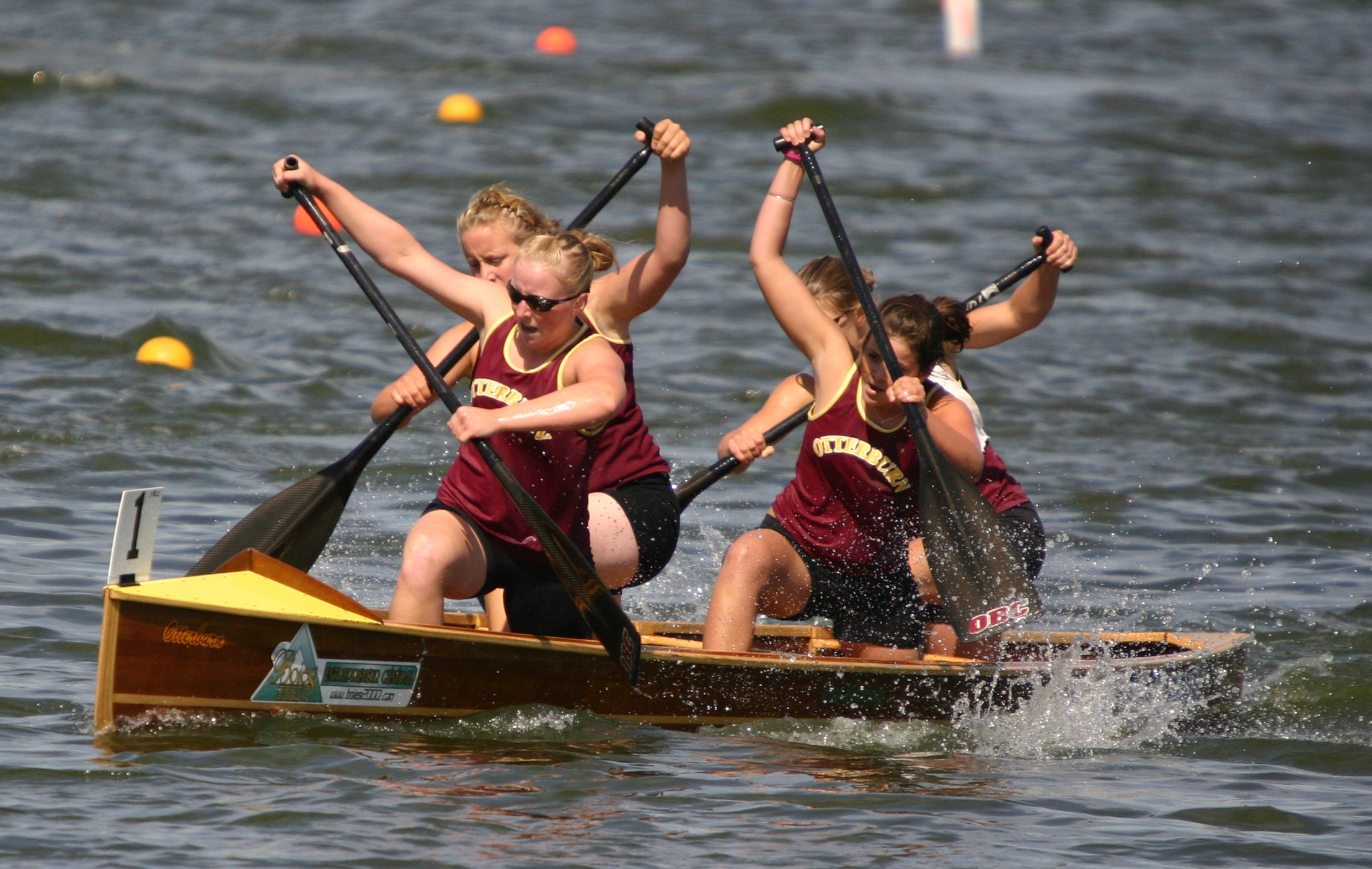
多人划艇

划艇時所用的槳由細長的杆和一端較為扁平的槳葉構成；而皮艇的槳兩端皆有槳葉，划手手持槳杆的中間。槳的材料多樣，如木、金屬、玻璃鋼等。與有支點的槳不同，無支點的槳杆不會以船側扣住並支撐。划水時雙手分開持着槳杆，以槳葉將水從艇側的前方划到後方來讓艇隻前進，皮艇的槳則輪流以兩端槳葉划水。另外，手套有助避免因長時間划船而磨出水泡。
皮艇的兩塊槳葉可在同一平面，也可互成角度，如30、45甚至90度。現今的槳很多都能調整槳葉的角度。槳杆在一般情況下是筆直的，但有時會加上曲折的部分以讓握持更為舒適和減輕手腕負擔。由於槳的重量不會由船體支撐，因此讓其變得更輕，尤其是槳的兩端，是很重要的。玻璃鋼、碳纖維強化聚合物的槳杆比鋁製的輕但更貴。很多皮艇槳輕於910公克，一些昂貴的槳可輕至620公克。
槳杆有粗細之分，適用於不同大小的手。另外，更長的槳杆適合更高、更強壯及使用較大的艇的人，而更大面積的槳葉適合強壯和肩關節狀況良好的人。
在能見度低情況下。用鮮豔顏色的槳葉有助其他的船隻注意到划手，如白色、黃色。由於槳葉不斷活動，這有時比在裝備和艇上使用照明和反光物料更有用（但艇手仍應使用頭燈、反光膠帶等安全措施）。

## 其他外形
外輪船依靠轉動底部一個犹如水磨的輪盤以行進。輪盤上裝滿特別設計的彎曲槳葉，這些彎曲的槳葉能抓住更多的水並使得划水更有效率。
在赛艇中很多人使用翼形槳（也稱Wing槳），一種勺狀的槳。尤如機翼更為彎曲的部分能製造升力，划動翼形槳也獲得彎曲面所製造的往前、往外的力，並疊加於一般平槳的推力。這種槳由瑞典國家隊在1980年代中首次使用並迅速地受到推廣。
另外還有槳葉與杆成12至15度的槳，普遍於長途划船或馬拉松式比賽中使用。

## 另見
- 划船
- 赛艇
- 桨板
- 槳（有支點）
- 艣